# セイヨウフキ
セイヨウフキ（西洋蕗、学名：Petasites hybridus）は、キク科フキ属の植物。
ヨーロッパでは今も昔も、子供たちがセイヨウフキの葉を帽子にして遊ぶといわれているが、そもそもフキ属の学名であるペタシテス Petasites も、古代ギリシャの医師ペダニウス・ディオスコリデスが、その大きな葉が羊飼いの着用する雨よけ用の大きなフェルト帽ペタソス (petasos) に似ていることから名づけたといわれている。
また、植物の葉には抗菌物質や抗酸化物質が含まれていることは昔から知られているが、ヨーロッパではかつて、気温の高いときにセイヨウフキの大きな葉でバターを包んでいた。英語の一般名称であるバターバー (Butterbur) もそこからきているといわれている。
古くは2000年以上前のギリシャ時代から、民間薬として使用されていた記録があり、ヨーロッパにおいては歴史の長いハーブである。
現在では「片頭痛」「鼻づまり、花粉症」「尿管の炎症」などを改善させる効果が科学的に検証され利用されているが、急性肝炎や肝不全になる可能性が報告されたため、日本の厚生労働省は2012年2月に消費者に摂取を控えるよう呼びかけた。

## 形態
セイヨウフキはヨーロッパ全域とアジア北部に分布する、高さ1mになる多年草である。
淡桃紫色の花を大型の穂状花序中につける。地上部は夏に、根は春から秋に採取される。
セイヨウフキと日本各地に自生しているフキは形が似ているが、同属別種である。ルバーブとも似ているが、ルバーブはタデ科なので近縁ではない。

## ハーブとしての利用

### 歴史
ギリシャ時代には、ディオスコリデスがセイヨウフキの葉を細かい粉末にして湿布をつくり皮膚潰瘍の治療に用いたのが、歴史に残る最古のセイヨウフキの利用とされている。
17世紀にはドイツの医師で植物学者のタベールナイモンタナスが、1664年に著した本草書のなかで、セイヨウフキの根の粉末を内服すると腹部の急な痛み、ぜんそく、風邪などに効果があることを紹介し、すすめている。
その後の研究では、セイヨウフキには利尿効果や発汗効果があることが明らかになり、セイヨウフキの根の粉末は、19世紀ヨーロッパで猛威をふるったペストにも用いられた。
セイヨウフキの根に含まれる鎮痙作用が明らかになった現在では、片頭痛、鼻づまり、花粉症、尿管の炎症などを改善する用途で用いられるようになり、ドイツではOTC（大衆薬）、米国などではサプリメントとして普及している。近年は日本においても健康補助食品などの素材として注目され始めている。

### 使用される部位
主に根茎が使用される。これはペタシンやイソペタシンなどの薬効成分が根茎部分に多く含まれているためである。

### 主成分
- セスキテルペン化合物（ペタシンとイソペタシン）
- セスキテルペンラクトン
- 揮発油
- ペクチン

ピロリジジンアルカロイド（特にセネシオニン）を含み、単離したピロリジジンアルカロイドは肝毒性を有する。根にはイヌリンが含まれる。ハーブとして利用する場合の安全性は毒性アルカロイドを適切に除去していないものはおそらく危険と思われる。
ただし「ピロリジジンアルカロイド除去」を表示した製品でも諸外国では肝障害の報告例があがっているため、セイヨウフキに含まれるピロリジジンアルカロイド以外の成分も肝毒性に関与している可能性があるが、特定されていない。

## 臨床的効果についての研究
- コミッションEモノグラフでは尿路の急性の痙攣痛に対する使用が承認されている[1]。
- 片頭痛の予防に有効性が示唆されている。セイヨウフキの成分を含む特定の製剤を16週間摂取したところ、片頭痛の頻度、強度、持続期間が軽減したという報告がある[2][3]。
- 花粉症などのアレルギー性鼻炎に対して有効性が示唆されている。セイヨウフキに含まれる成分ペタシンが、免疫メディエーターを抑制し、鼻炎の症状を緩和するという報告がある[4][5][6]。
- 花粉症に対するセチリジン（ヒスタミンH1拮抗薬）との無作為化二重盲検比較試験において、効果はセチリジンと同等に認められ、鎮静等の副作用は少なかったという報告がある[4]。
- 20人のアトピー患者を無作為二重盲検、二重ダミーのクロスオーバー試験に供したところ、ヒスタミン炎症反応、皮膚炎症反応においてセイヨウフキはプラセボと比べて抑制効果はみられなかったという報告がある[7]。

## 投与 / 処方
- 片頭痛に対するプラセボを対照とした無作為化二重盲検比較試験において、セイヨウフキ抽出物75mg、1日2回、4ヶ月間の摂取が有効との報告がある[8]。
- アレルギー性鼻炎に対し、プラセボ、フェキソフェナジン（ヒスタミンH1拮抗薬）とセイヨウフキ抽出物（総ペタシンとして8mg、1日3回摂取）の無作為化二重盲検比較試験において、セイヨウフキ抽出物の効果はヘキソフェナジンと同等に認められたとの報告がある[9]。
- しかし、花粉症に対するプラセボとの無作為化二重盲検比較試験においてセイヨウフキ抽出物50mg、1日2回、2週間の摂取では有意な効果は認めなかったという報告がある[10]。

## 安全性及び副作用について
- 禁忌対象者については調べた文献の中には見当たらない。
- 適切に摂取した場合の安全性が示唆されている。セイヨウフキの成分を含む特定の製剤は16週間まで安全に摂取できたという報告がある[2][3][8]
- ピロリジジンアルカロイドを含む製品は肝毒性の恐れがあるのでおそらく危険であると思われる[11][12]。
- セイヨウフキ抽出物の摂取により、げっぷ等の軽度の消化器症状が報告されている[8]。
- 6歳未満の子供や、妊娠中、授乳中の安全性に関しては、ピロリジジンアルカロイドを含まない製剤においても信頼できるデータが十分にないため、摂取は避けるべきである。
- 2012年2月、イギリスでバターバーを含む製品によると疑われる健康被害が報告されたため、日本の厚生労働省は肝障害を引き起こす疑いがあるとして、消費者に摂取を控えるよう呼びかけた[13]。

## 医薬品等との相互作用
- ピロリジンアルカロイドを含むハーブ（コンフリー、フキノトウ、フキタンポポ、ツワブキ）との併用は相加的な毒性より禁忌である[14][11]。
- CYP3A4を誘導するハーブやサプリメントおよび医薬品との併用は、セイヨウフキに含まれるピロリジジンアルカロイドの毒性代謝物への変換を増加させ、毒性を強めることがある[11][15]。

## 画像
- 花序
- 葉
- 自生環境
- 図解